# José Narbón Noet
José Narbón Noet (San Adrián de Besós, Provincia de Barcelona, 5 de octubre de 1924 - Barcelona, España, 2 de septiembre de 2011)  fue un técnico metalúrgico español y propietario de una industria del sector. Desempeñó el cargo de alcalde de San Adrián de Besós entre 1961 y 1966. Fue accionista principal de CEMOTO, empresa propietaria de la marca Bultaco. 

## Biografía

### Trayectoria política
José Narbón Noet fue formado en el Frente de Juventudes, del que fue secretario. Fue también alférez de milicias universitarias y militante del SEO. Dentro de FET-JONS fue varios años consejero local e ingresó en la Guardia de Franco. Fue designado concejal por el tercio corporativo en 1954 y ocupó la tercera tinencia de alcaldía. 
Cesó en 1961 y fue nombrado alcalde de la ciudad de San Adrián de Besós, cargo que desempeñó durante cinco años, entre 1961 y 1966. En su mandato se produjeron las famosas riadas del Vallés, donde tuvo un papel fundamental para minimizar los daños de la catástrofe.

## Cargos políticos e institucionales
- Secretario del Frente de Juventudes.
- Militante del SEO.
- Consejero local de la FET-JONS.
- Alcalde de San Adrián de Besós (1961-1966).